# چله‌خانه هجیج
چله‌خانه هجیج مربوط به سدهٔ ۲ ه.ق است و در شهرستان پاوه، بخش نوسود، دهستان سیروان، روستای هجیج واقع شده‌است. این اثر در تاریخ ۱۸ اسفند ۱۳۸۷ با شمارهٔ ثبت ۲۴۸۵۲ به‌عنوان یکی از آثار ملی ایران به ثبت رسیده است.
فضای چله‌خانه برای چله‌نشینی و عبادت و تزکیۀ نفس که به مدت ۴۰ شب به طول می‌انجامد مورد استفاده قرار می‌گیرد. این بنا در زیر مسجد جامع روستای هجیج قرار گرفته و از ملات سنگ و گل ساخته شده و دارای دو ستون چوبی است.

## مرمت
در بهمن ۱۴۰۱ مدیرکل میراث فرهنگی، گردشگری و صنایع‌دستی کرمانشاه از مرمت چله‌خانۀ هجیج در آینده‌ای نزدیک خبر داد و عملیات بازسازی را شامل مرمت دیواره‌ها و جداره‌های بنا و نم‌زدایی اعلام کرد.